# Ехинус
Ехинус је архитектонски израз за профилацију која се налази испод абакуса на стубу дорског и јонског реда изнад капитела.